# أولاد أيوب (معتركة)
أولاد أيوب هي إحدى مشيخات المملكة المغربية، تتبع جغرافيا لإقليم فكيك وإداريًا لمعتركة. يقدر عدد سكانها بـ 1616 نسمة حسب الإحصاء الرسمي للسكان والسكنى لسنة 2004.